# Vụ hành quyết hoàng gia Romanov
Gia đình hoàng tộc Nga Romanov bao gồm Sa hoàng Nikolai II, hoàng hậu Aleksandra Feodorovna và 5 người con của họ là Olga, Tatyana, Mariya, Anastasiya, và Aleksey) và 4 người hầu theo phục vụ họ, Eugene Botkin, Anna Demidova, Aleksey Trupp và Ivan Kharitonov; đã bị xử bắn ở Yekaterinburg vào đêm 16, rạng sáng ngày 17 tháng 7 năm 1918.
Theo các văn bản chính thức của nhà nước Xô Viết và phán quyết của Tòa án Liên bang Nga vào năm 2008, cựu Sa hoàng Nikolai II, cùng với các thành viên trong gia đình và tùy tùng, đã bị xử bắn bởi lệnh của Xô viết khu vực Ural, do nguy cơ thành phố sẽ bị chiếm bởi lính Bạch vệ (cần lưu ý: "Xô Viết" trong tiếng Nga nghĩa là "Hội đồng", vào năm 1918 thì đây là tên gọi các Hội đồng tự quản gồm nhiều đảng phái xuất hiện tự phát tại các địa phương ở Nga, chứ không phải để chỉ Nhà nước Liên Xô vốn chưa ra đời vào thời điểm đó). Lenin chỉ được thông báo sau khi vụ xử bắn đã xảy ra, ông tỏ ra rất buồn vì đã không ngăn chặn được việc này do nước Nga khi đó đang lâm vào thời kỳ nội chiến hỗn loạn.

## Bối cảnh

### Thoái vị và lưu vong
Năm 1917, Đế quốc Nga rơi vào cơn lốc Cách mạng. Bắt đầu từ những vụ cướp kho lương, bãi công, và cuộc binh biến tại Petrograd (Saint Peterburg), một loạt sự kiện quan trọng đã xảy ra. Ngày 15/3/1917, Sa hoàng Nikolai II thoái vị và một chính phủ lâm thời được các chính khách Nga trong Duma quốc gia (quốc hội Nga) được thành lập. Công nhân và binh lính ở các địa phương cũng tự thành lập các ủy ban, gọi là "Xô viết", tạo ra hai chính quyền song song tồn tại.
Ngày 22 tháng 3 năm 1917, Nikolai, lúc đó không còn là hoàng đế nữa, được đoàn tụ với gia đình tại Cung điện Aleksander ở Tsarskoe Selo. Ông cùng với gia đình bị chính phủ lâm thời cai quản. Vào tháng 8 năm 1917, chính phủ lâm thời Aleksandr Kerensky di tản gia đình Romanov tới Tobolsk, với lý do là để bảo vệ họ tránh khỏi làn sóng cách mạng. Ở đó họ sống trong ngôi nhà của cựu thống đốc cũ, tương đối tiện nghi.
Sau khi những người Bolshevik lên nắm chính quyền, việc giám sát gia đình Sa hoàng trở nên nghiêm khắc hơn, càng ngày càng có nhiều cuộc thảo luận đòi đưa Nikolai ra tòa án để xét xử. Vào ngày 1 tháng 3 năm 1918, Nhà Romanov phải sống với khẩu phần của binh lính, họ phải từ bỏ 10 người hầu thân tín và cũng như từ bỏ bơ và cà phê - những thứ được cho là xa xỉ phẩm. Vào tháng 4, chính quyền chuyển Nikolai, Aleksandra, con gái Mariya, hầu nữ Demidova tới Yekaterinburg. Aleksey lúc đó bệnh quá nặng để có thể đi theo cha mẹ nên ở lại với các chị Olga, Tatyana và Anastasiya. Gia đình với vài người hầu cận còn lại bị cai quản tại nhà Ipatiev ở Yekaterinburg. Ngôi nhà này được gọi là nhà với mục đích đặc biệt (tiếng Nga: Дом Особого Назначения).
Khi tới Yekaterinburg, Sa hoàng Nikolai và những người đi theo bị lệnh phải mở tất cả hành lý để lục soát. Aleksandra lập tức phản đối. Nikolai biện bạch, "Cho đến nay chúng tôi luôn được đối xử lịch sự và gặp những người lịch thiệp, song giờ..." Cựu hoàng bị ngắt lời ngay lập tức. Lính canh tuyên bố ông không còn ở Tsarskoe Selo nữa và nếu không tuân lời họ thì ông sẽ bị tách khỏi gia đình, tái phạm lần hai thì lao động khổ sai. Lo lắng cho an nguy của chồng, Aleksandra liền nhượng bộ và đồng ý cho họ khám xét. Sau đó trên khung cửa sổ trong buồng ngủ của bà tại Nhà Ipatiev, Aleksandra đã vẽ một chữ Vạn là biểu tượng may mắn mà bà yêu thích, đề ngày 17/30 tháng 4 năm 1918.
Tại Tobolsk, các chị em nhà Romanov đã may nhiều viên đá quý và đồ trang sức lên quần áo với hy vọng giấu được chúng khỏi những lính canh kể từ khi Aleksandra đã viết để cảnh báo rằng bà, Nikolai và Mariya đã bị lục soát kể từ lúc đến Yekaterinburg, và bị tịch thu các vật dụng. Mẹ của cô đã sử dụng các mật mã xác định trước là "medicines" và "Sednev's belongings" dành cho đá quý. Các bức thư từ Demidova đến Tegleva đưa ra các chỉ dẫn. Tháng 5, những thành viên còn lại đã di chuyển đến Nhà Ipatiev.
Với gia đình Romanov, cuộc sống tại Nhà Ipatiev đầy bất định và sợ hãi. Họ không biết hôm sau mình có còn ở Nhà Ipatiev không hay sẽ bị tách ra, hay bị giết. Họ được hưởng rất ít đặc quyền. Mỗi buổi chiều, họ chỉ được tập thể dục một tiếng đồng hồ trong khu vườn sau nhà dưới sự giám sát chặt chẽ của lính canh. Aleksey không đi bộ được nên thủy thủ kiêm người giữ trẻ của cậu là Nagorny phải ẵm cậu. Aleksandra rất hiếm khi tham gia những hoạt động này cùng gia đình. Bà dành phần lớn thời gian trên xe lăn để đọc Kinh Thánh và các tác phẩm của Thánh Serafim. Vào ban đêm, Nhà Romanov chơi bài hoặc đọc sách. Họ ít khi nhận được thư từ bên ngoài, còn những bài báo họ được phép đọc thì đều đã lỗi thời.

### Vụ xử bắn
Thứ ba ngày 16 tháng 7 năm 1918 trôi qua một cách bình thường. Đến 4 giờ chiều, Nikolai và các con gái tản bộ trong vườn như mọi khi. Chạng vạng tối, Yurovsky, chỉ huy nhóm lính thực hiện vụ xử bắn, xua cậu bé phụ bếp mười lăm tuổi là Leonid Sedinev đi, lấy cớ là chú của cậu muốn gặp cậu. 7 giờ tối, Yurovsky triệu tập tất cả các thành viên Cheka vào phòng mình và sai họ lấy toàn bộ súng lục từ lính gác bên ngoài. Với mười hai khẩu súng quân đội lớn trên bàn, ông ta nói, "Tối nay chúng ta xử bắn cả nhà, mọi người nhé." Trên lầu, Nikolai và Aleksandra chơi bài bezique để giết thời gian. Tới 10:30 thì họ đi ngủ.
Vào khoảng 1 giờ sáng ngày 17 tháng 7 năm 1918, trong một biệt thự kiên cố ở thị trấn Yekaterinburg, thuộc dãy núi Ural, gia đình Romanov, gồm Sa hoàng Nikolai II, Sa hậu Aleksandra, năm người con, bốn người hầu còn lại của họ, bị những người Bolshevik đánh thức và lệnh cho họ phải mặc quần áo và tập trung trong hầm của biệt thự. Nikolai II, vẫn bình tĩnh bồng đứa con trai duy nhất của mình, Aleksey, xuống dưới tầng hầm. Bạch vệ, quân đội hỗ trợ Sa hoàng, đang đến gần; và họ có thể nghe thấy tiếng nổ của những khẩu súng lớn. Họ đứng gần nhau như thể họ đang chụp ảnh chân dung gia đình trong một căn hầm trống trải. Nicholas hỏi Yurovsky có thể cung cấp hai ghế cho Aleksey và Aleksandra ngồi. Họ vẫn tỏ ra không biết gì về số phận của mình. Họ đợi ở đó cho đến khi, đột nhiên, 11 hoặc 12 người đàn ông có vũ trang nặng nề vào phòng.
Yurovsky tiếp cận họ, với những kẻ hành quyết phía sau anh ta và đọc một tuyên bố đã chuẩn bị khiến cho mọi người kinh ngạc: "Theo lệnh Chủ tịch của Xô viết khu vực, hoàn thành ý chí của Cách mạng, đã ra lệnh rằng cựu Sa hoàng Nicholas Romanov, đã thực hiện vô số tội ác đẫm máu đối với người dân, nên bị xử bắn." Khi lời tuyên án kết thúc, họ bắt đầu nổ súng vào gia đình.

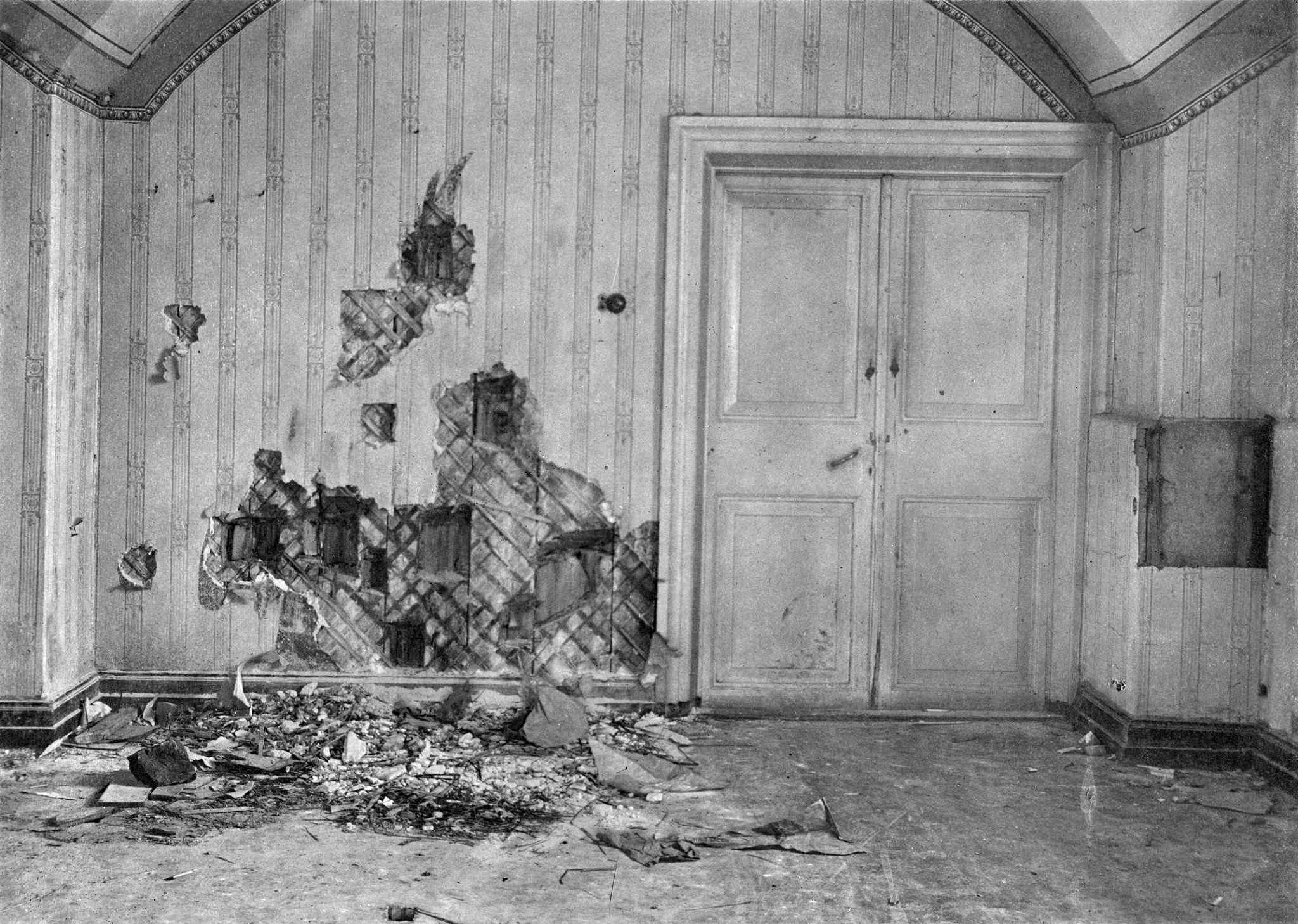
Tầng hầm Nhà Ipatiev, nơi xảy ra vụ hành quyết

Nicholas II chết do nhiều phát súng bắn vào, Aleksandra chết do bị một viên đạn nã vào đầu. Những phát súng đầu tiên chỉ có thể Sa hoàng, Sa hậu, bác sĩ Boktin và hai người hầu cận khác. Các chị em nhà Romanov và hầu nữ Demidova vẫn còn sống và chỉ có Mariya bị thương (sau đó người ta phát hiện ra rằng trang sức kim cương được khâu vào quần áo của họ có tác dụng như áo giáp trong cuộc tấn công ban đầu). Hầu nữ Demidova sống sót sau lần công kích đầu, nhưng do nghe được tiếng của bà, Anna nhanh chóng bị đâm tới chết khi nép vào tường của tầng hầm, với nỗ lực cố gắn phòng vệ bằng hai chiếc gối nhỏ mà bà mang theo chứa đầy ngọc và đá quý. Aleksey thì ngồi trên ghế, sợ hãi và bị kết liễu bởi hai phát súng vào đầu. Mariya và Anastasiya đã bị lệnh quỳ xuống dựa vào tường, tay che đầu do sợ hãi cho đến khi bị bắn như được kể lại bởi Yurovsky. Khi các thi thể được mang ra ngoài, Maria hoặc có thể Anastasia đã bật khóc, hét lên, và đã bị giết chết ngay sau đó. Sau khi toàn bộ nạn nhân đã bị xử bắn, Ermakov trong cơn say xỉn đã dùng lưỡi lê đâm vào xác Aleksandra và Nikolai để kiểm tra, làm bể xương sườn của cả hai và sứt một số đốt sống của Aleksandra.
11 thi thể bị lôi ra khỏi nhà và chất lên xe tải. Việc xử lý hài cốt rất hỗn loạn. Thi thể của họ sau đó được đưa đến khu rừng Koptyaki, bị lột đồ và chia ra thành các nhóm. Các học giả tin rằng các thi thể đầu tiên được đổ vào một mỏ nông có tên Ganina Yama, mà những người Bolshevik đã cố gắng làm sụp đổ với lựu đạn. Trên đường đến nơi chôn cất mới, chiếc xe tải đã bị vùi lấp trong bùn, và hai thi thể hiện còn sót được cho là Aleksey và Mariya được chôn tại Porosenkov Log. Chín thi thể khác đã bị đốt cháy, nhúng axit clohidric và chôn cất trong một ngôi mộ riêng cách đó không quá xa.

### Phát hiện thi thể và mai táng

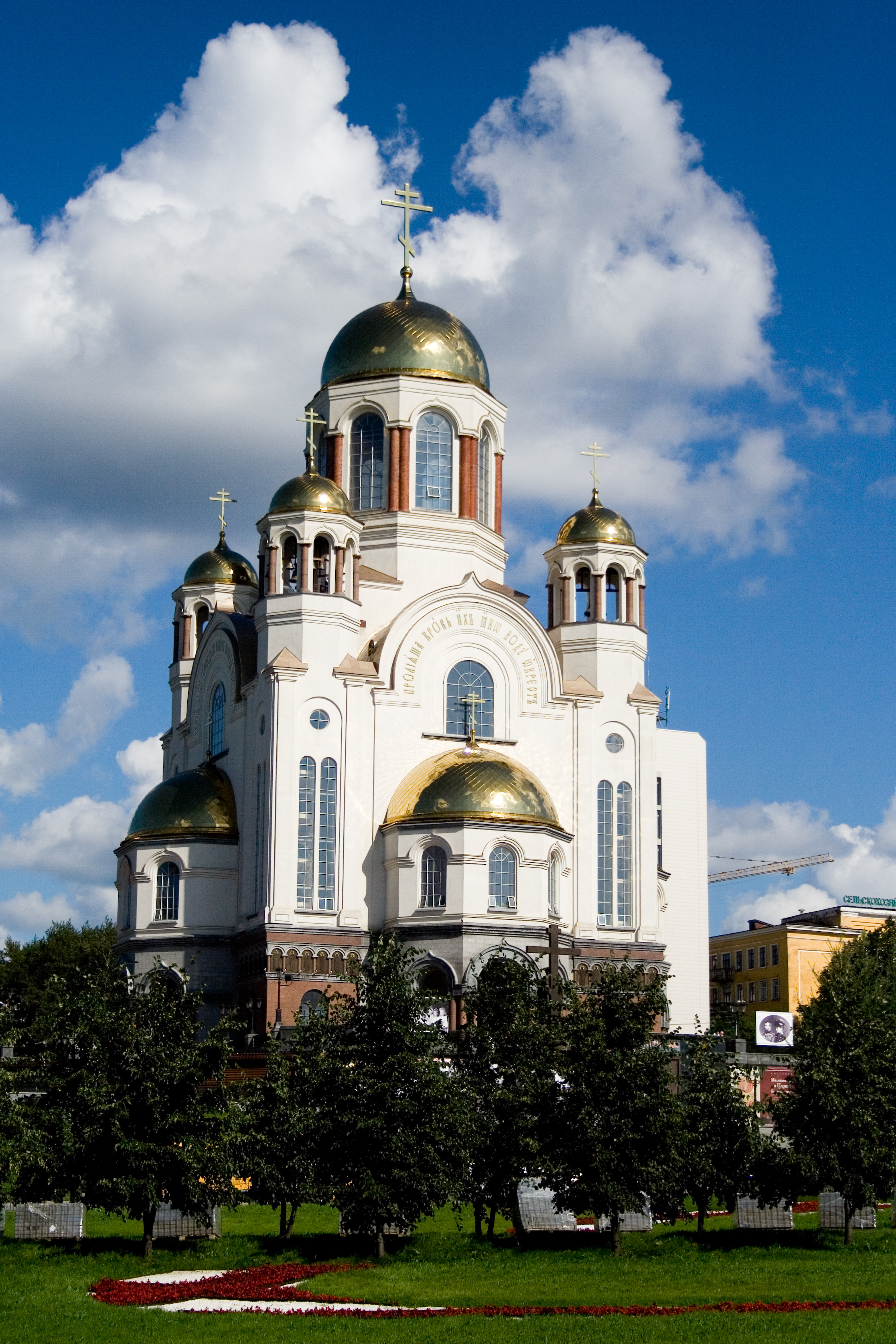
Nhà thờ trên Máu đổ Tôn kính Chư Thánh Vinh hiển tại Đất Nga, được xây lên, thay thế cho Nhà Ipatiev

Vị trí chôn cất được phát hiện vào năm 1979 bởi một thám tử nghiệp dư, nhưng sự tồn tại của hài cốt không được công bố cho đến năm 1989, trong thời kỳ glasnost. Danh tính của hài cốt của Nikolai, Aleksandra, ba cô con gái (Olga, Tatyana và Anastasiya) và các người hầu được xác nhận bằng điều tra pháp y và DNA. Một vụ án hình sự đã được chính phủ hậu Xô viết mở ra vào năm 1993, nhưng không ai bị truy tố trên cơ sở các thủ phạm đã chết. Gia đình đã được cải táng và phong thánh trong Nhà thờ thánh Peter và Paul ở Sankt-Peterburg năm 1998, tức 80 năm sau khi họ bị giết, trong một đám tang có sự tham dự của tổng thống Nga, ông Boris Yeltsin và khoảng 50 người thân Romanov nhưng các thành viên chủ chốt của Giáo hội Chính thống Nga - những người tranh luận về tính xác thực của hài cốt, lại không có mặt. Một ngôi mộ thứ hai, nhỏ hơn, chứa hài cốt của hai đứa trẻ Romanov, Mariya và Aleksey, bị sót từ ngôi mộ lớn hơn đã được các nhà khảo cổ nghiệp dư phát hiện vào năm 2007. Tuy nhiên, chúng được lưu giữ trong kho lưu trữ trạng thái trong khi chờ xét nghiệm DNA thêm. Năm 2008, sau các cuộc tranh cãi pháp lý kéo dài, văn phòng Tổng công tố viên Nga đã cải chính gia đình Romanov là "nạn nhân của sự đàn áp chính trị". Sau đó, họ cũng đã được mai táng và phong thánh tại Nhà thờ thánh Peter và Paul.

### Lý do
Những người Bolshevik đã muốn đưa hoàng đế Nga ra toà để xét xử công khai, nhưng tình thế chiến tranh đã dẫn tới việc Hội đồng khu vực Ural tự đưa ra quyết định xử bắn cả gia đình nhà vua. Gia đình Romanov lúc đó bị giam giữ tại Yekaterinburg. Khi cuộc nội chiến tiếp tục và liên quân Bạch vệ đang đe dọa sẽ chiếm đóng thành phố, khiến Sverdlov lo sợ rằng gia đình Romanov sẽ bị rơi vào tay phe Bạch vệ. Điều này những người Bolshevik không thể chấp nhận được với hai lý do: 
- Thứ nhất, Nga hoàng hay bất cứ người nào trong gia đình ông có thể là ngọn đuốc tập hợp những người ủng hộ phe Bạch vệ và qua đó tiếp tục làm tình hình nội chiến thêm khốc liệt. Chẳng bao lâu ngay sau khi gia đình Nga hoàng bị xử bắn, thành phố đã bị rơi vào tay phe Bạch vệ
- Thứ hai, Nga hoàng hay một người nào đó trong gia đình, nếu ông ta chết, có thể được xem là có đủ pháp lý để thành người nối ngôi bởi các quốc gia Âu châu khác, điều đó có nghĩa là phe Bạch vệ nhờ đó mà có thể thương lượng để quân đội ngoại bang đưa quân vào Nga với danh nghĩa khôi phục quyền lực cho Sa hoàng.

Vào ngày 16 tháng 7 năm 1918, lực lượng lê dương Séc bao vây Yekaterinburg, không biết là gia đình Nga hoàng đang bị giam lỏng ở đó. Xô viết khu vực Ural, nghĩ rằng là quân đội Séc có nhiệm vụ là giải cứu hoàng tộc Nga, hoảng sợ và đã giết những người trong hoàng tộc. Lý do thực sự mà binh lính Séc đã tới là để bảo vệ đường xe lửa xuyên Siberia mà họ đã kiểm soát.

## Thông tin

### Thời kỳ Liên Xô
Tất cả các thông tin về hoàng gia Nga đều bị chính phủ lâm thời giữ bí mật hết sức có thể. Thi thể của các nạn nhân nằm trong hai ngôi mộ, các vị trí được giấu bí mật bởi các nhà lãnh đạo Liên Xô. Điều này làm trì trệ việc xác định vị trí chôn cất và xác của gia đình hoàng gia. Mặc dù được thông báo rằng "cả gia đình phải chịu chung số phận như người đứng đầu", những người Bolshevik chỉ tuyên bố cái chết của Nikolai, với thông cáo báo chí chính thức rằng "vợ và con trai của Nikolai Romanov đã được gửi đến nơi an toàn. Trong hơn tám năm, giới lãnh đạo Liên Xô đã duy trì một hệ thống thông tin sai lệch về số phận của gia đình, từ tuyên bố vào tháng 9 năm 1919 rằng họ đã bị giết bởi những người cách mạng cánh tả đến phủ nhận thẳng thừng vào tháng 4 năm 1922 rằng họ đã chết. Chính quyền Xô Viết thừa nhận vụ xử bắn vào năm 1926 sau công bố của một cuộc điều tra bởi những người Nga tản cư sau Cách mạng Nga 1917 nhưng vẫn cho rằng các thi thể đã bị phá hủy và Nội các của Lenin không chịu trách nhiệm. Việc Liên Xô che đậy các vụ giết người làm dấy lên tin đồn về những người sống sót, dẫn đến sự xuất hiện của những kẻ mạo danh Romanov (nổi tiếng là Anna Anderson) đã thu hút sự chú ý của truyền thông khỏi nước Nga Xô viết. Thảo luận về số phận của gia đình đã bị Stalin nghiêm cấm từ năm 1938.

### Tranh cãi
Tổng thống Boris Yeltsin mô tả vụ xử bắn là một trong những sự kiện đáng xấu hổ trong lịch sử Nga.
Một số nhà sử học đã gán trách nhiệm cho chính phủ ở Moskva, cụ thể là Yakov Sverdlov và Lenin, những người muốn ngăn chặn sự giải cứu Hoàng gia từ quân đội Bạch vệ trong cuộc Nội chiến Nga đang diễn ra, điều này được hỗ trợ bởi một đoạn trong nhật ký của Lev Trotsky. Nhưng sau các cuộc điều tra, Đoàn Chủ tịch Toà Án Tối cao Liên bang Nga năm 2008 đã ra phán quyết: Quyết định xử bắn gia đình Sa hoàng là do Hội đồng tỉnh Ural (Уралоблсовет) đưa ra, không có bằng chứng để quy kết Sverdlov và Lenin đã ra quyết định đó.
Một cuộc điều tra do Vladimir Solovyov (điều tra viên hình sự cao cấp của Uỷ ban điều tra Liên bang Nga) dẫn đầu đã kết luận vào năm 2011 rằng, mặc dù đã kiểm tra các tài liệu lưu trữ nhà nước trong những năm hậu Xô Viết, không có tài liệu bằng văn bản nào cho thấy Lenin hoặc Sverdlov đã ra chỉ thị; tuy nhiên họ đã được thông báo về các vụ hành quyết sau khi chúng xảy ra. Các nguồn khác cho rằng Lenin và chính quyền trung ương Liên Xô muốn tiến hành một phiên tòa xét xử Sa hoàng Romanov, với Trotsky làm công tố viên, nhưng ủy ban Xô viết địa phương Ural, chịu áp lực từ các đảng phái cánh hữu và những kẻ vô chính phủ, đã thực hiện các vụ hành quyết theo quyết định của chính họ khi mà quân đội Bạch vệ đang tiến gần. Khi Lenin được thông báo thì sự việc đã xảy ra rồi.
Ngoài ra, cần hiểu rõ bối cảnh lịch sử của nước Nga khi đó. Mãi cho đến khi kết thúc nội chiến vào năm 1922 thì chính phủ Xô viết mới được xây dựng hoàn chỉnh từ Trung ương đến địa phương. Còn vào thời kỳ nội chiến năm 1918, hệ thống chính trị thống nhất không tồn tại, các "Hội đồng" (tiếng Nga gọi là "Xô Viết" - khi đó chưa mang nghĩa chỉ Nhà nước Liên Xô) đều mới được thành lập tự phát trên khắp nước Nga, đa số có thành phần hỗn tạp giữa những người Bolshevik và những Đảng phái khác. Các Hội đồng này hoạt động theo kiểu tự điều hành, độc đoán, không có sự quản lý chặt của chính quyền Trung ương. Một số người thân của chính Lenin cũng từng bị Hội đồng tỉnh Ural làm hại. Vào ngày 18/1/1918, chính em họ của Lênin là Viktor Ardashev đã bị bắn chết khi chạy trốn sau một cuộc thẩm vấn của người mà sau này đã trực tiếp giết Sa hoàng là Yakov Yurovsky, một người cháu của Lenin là Grigori Ardashev cũng bị bắn vào tháng 7 năm 1918. Vào mùa hè 1918, Hội đồng tỉnh Ural này còn bắt giữ và suýt chuẩn bị xử bắn cả gia đình một người anh em họ khác của Lenin. Các sự kiện này chứng tỏ ngay cả Lenin cũng không kiểm soát được các quyết định của Hội đồng tỉnh Ural.